# Heuer (Harz)

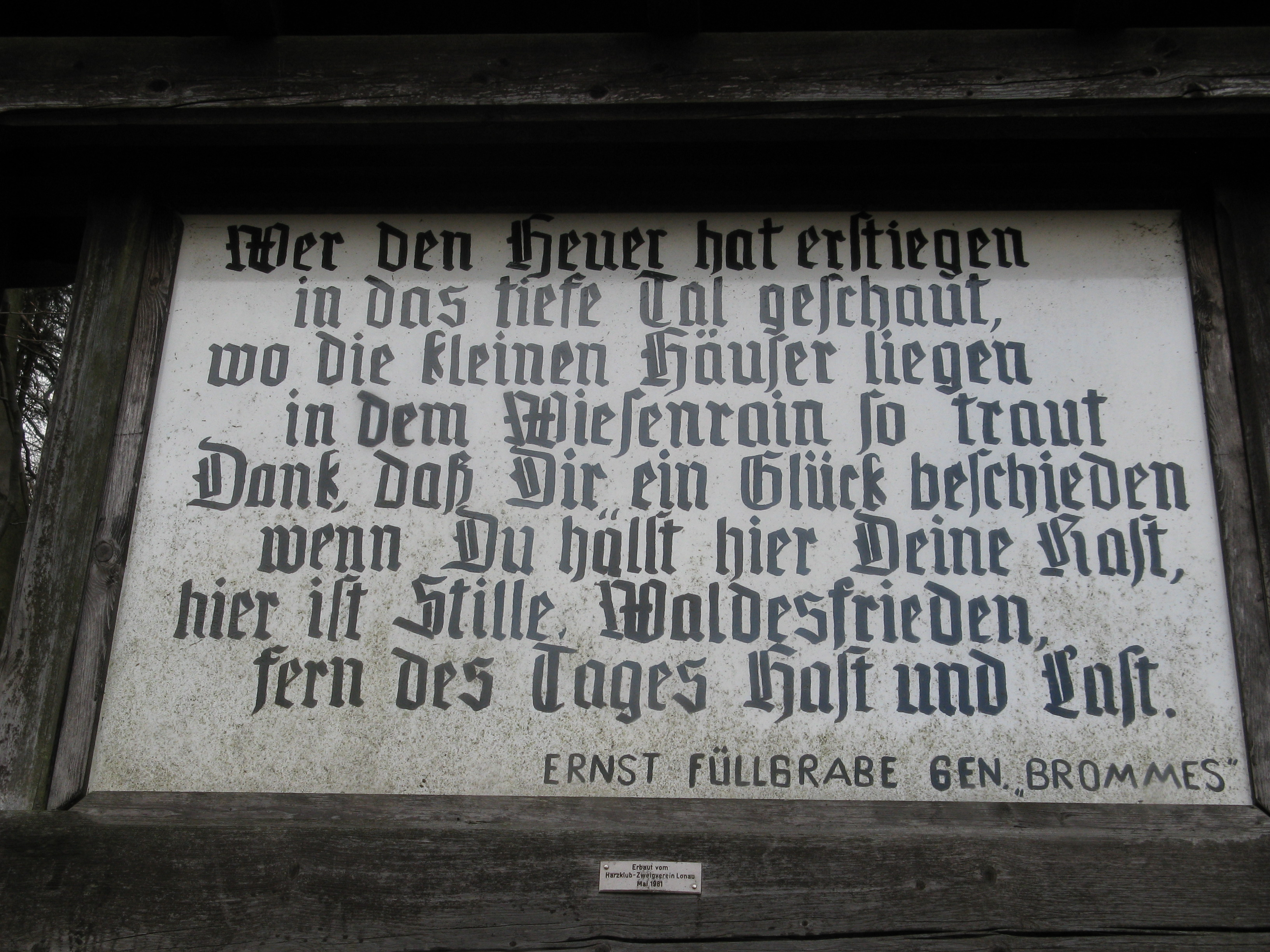
Gedicht am Aussichtspunkt Heuerblick

Der Heuer ist ein 472 m ü. NHN hoher Berg im Harz. Er liegt bei Lonau im Landkreis Göttingen in Niedersachsen. 

## Geographie

### Lage
Der Heuer erhebt sich im Mittelharz und im Nationalpark Harz. Sein Gipfel liegt etwa 750 m südsüdwestlich der Dorfkirche von Lonau. Östlich vorbei am Berg fließt die Große Lonau, und auf dem Südwesthang entspringt der Faulbornbach; beide münden in die Sieber.

### Naturräumliche Zuordnung
Der Heuer gehört in der naturräumlichen Haupteinheitengruppe Harz (Nr. 38), in der Haupteinheit Oberharz (380) und in der Untereinheit Südlicher Oberharz (380.8) zum Naturraum Sieberbergland (380.82). Die Landschaft fällt nach Südwesten in den Naturraum Schotterfluren der Rhume, Oder und Sieber (376.23) ab, der in der Haupteinheitengruppe Weser-Leine-Bergland (37) und dessen Haupteinheit Südwestliches Harzvorland (376) zur Untereinheit Osterode-Herzberger Vorland (376.2) zählt.

## Schutzgebiete und Bewaldung
Auf dem Heuer liegen Teile des Fauna-Flora-Habitat-Gebiets Nationalpark Harz (Niedersachsen) (FFH-Nr. 4129-302; 157,7 km² groß) und des Vogelschutzgebiets Nationalpark Harz (VSG-Nr. 4229-402; 155,59 km²). Der Berg ist fast vollständig mit Buchen bewaldet.

## Sonstiges
Von dem auf dem Nordosthang gelegenen Aussichtspunkt Heuerblick kann man das Dorf Lonau überblicken. Hier steht eine Tafel mit einem Gedicht des Lonauer Heimatdichters Ernst Füllgrabe (genannt Brommes). Im nordwestlich des Berges gelegenen Hägergrund liegt das Auerhuhngehege Lonau.
Das Wohngebiet in Herzberg zwischen Krankenhaus und Dr.-Frössel-Allee wird auch als Heuer bezeichnet; das Wohngebiet zwischen Dr.-Frössel-Allee und Lonauer Straße hingegen als Kleebleek. Beide zusammen werden auch Mahnte genannt.

## Quelle
- Topographische Karte Bad Lauterberg im Harz, Nr. 4328, M = 1:25.000 (TK25)